# 5 november
5 november is de 309de dag van het jaar (310de dag in een schrikkeljaar) in de Gregoriaanse kalender. Hierna volgen nog 56 dagen tot het einde van het jaar.

## Gebeurtenissen
- Algemeen
  - 1530 - Op Sint Felix Quade Saterdach vindt een grote stormvloed plaats, waarbij de eilanden Noord-Beveland en Sint Philipsland onder water verdwijnen.
  - 1605 - Het buskruitverraad vindt plaats. Hierdoor is 5 november voor de Engelsen nog steeds een feestdag, onder de naam Guy Fawkes' Day.[1] In de film V for Vendetta wordt verwezen naar deze gebeurtenis.
  - 1914 - Het Verenigd Koninkrijk verklaart de volledige annexatie van Cyprus in het Britse rijk, met de status van een militair bestuurd gebied.
  - 1944 - Stadhuisramp Heusden. Duitse troepen vernietigen de potentiële uitkijktorens in Heusden, 134 inwoners die zich hadden verscholen onder het stadhuis komen om.[2]
  - 1983 - De Nobelprijs voor de Vrede gaat naar de Pool Lech Walęsa, leider van de verboden vakbond Solidarność.
  - 1983 - De Baskische afscheidingsbeweging ETA ontvoert legerkapitein Alberto Martín.
  - 2006 - De voormalige Iraakse president Saddam Hoessein wordt samen met zijn halfbroer Barzan Ibrahim al-Tikriti en revolutionairehofrechter Awad Ahmed al-Bander veroordeeld tot dood door ophanging wegens misdaden tegen de menselijkheid.[1]
  - 2007 - De Writers Guild of America, de vakbond van de Amerikaanse scenarioschrijvers, gaat in staking.
  - 2012 - Voor de kust van het Zuid-Afrikaanse Port Elizabeth duikt een bultrugwalvis vlak voor een visserboot op en landt na een forse duik pardoes op het schip dat zwaar beschadigd raakt, waarbij drie vissers gewond raken.
  - 2017 - In Sutherland Springs in Texas komen 27 personen om bij een schietincident in de kerk.
  - 2021 - In de Amerikaanse stad Houston komen bij het Astroworld Festival zeker acht mensen om het leven, door verdringing tijdens een concert van rapper Travis Scott.[3]
  - 2021 - In Freetown, de hoofdstad van Sierra Leone, vallen zeker 115 doden doordat een tankwagen ontploft. De tankwagen was daarvoor in botsing gekomen met een ander voertuig, waarna omstanders massaal brandstof probeerden mee te nemen.[4]Wikinieuws
- Economie
  - 2024 - Stella vraagt uitstel van betaling aan. Er werken nu nog 440 mensen voor het bedrijf uit Nunspeet. [5]
- Infrastructuur
  - 2010 - Op station Leiden Centraal botst een trein op een lege stilstaande trein. Er vallen drie lichtgewonden.
- Media
  - 1979 - De Dick Scherpenzeelprijs voor berichtgeving over ontwikkelingssamenwerking wordt toegekend aan Nico Kussendrager, redacteur van het dagblad Trouw.
  - 2001 - Het Gelders Dagblad wordt voortgezet als De Gelderlander, editie De Graafschap.
  - 2010 - De eerste uitzending van het dance- en house radioprogramma The X Vibe wordt uitgezonden.
- Muziek
  - 2021 - Het nieuwe album van de Zweedse band ABBA komt uit, Voyage.[6]
- Oorlog
  - 333 v.Chr. - Slag bij Issos, Alexander de Grote verslaat het Perzische leger van koning Darius III.[1]
  - 1992 - UNITA-leider Jonas Savimbi wil vrede in Angola en is volgens een verklaring van de Zuid-Afrikaanse minister van buitenlandse zaken, Pik Botha, bereid toe te treden tot een regering van nationale eenheid.
- Politiek
  - 1688 - Stadhouder Willem III landt in het Engelse Brixham, waarmee de 'Glorious Revolution' begint en Willem koning van Engeland wordt.[1]
  - 1940 - In de Verenigde Staten wordt Franklin Delano Roosevelt voor de derde keer verkozen tot President van de Verenigde Staten.
  - 1963 - Lyndon B. Johnson, dan nog vicepresident van de Verenigde Staten, brengt een officieel bezoek aan Nederland.[1]
  - 1979 - Na een bloedig weekeinde, waarin naar schatting 30 doden vielen, vinden in de Boliviaanse hoofdstad La Paz opnieuw botsingen plaats tussen het leger en tegenstanders van de militaire staatsgreep, waarbij 39 personen de dood vinden.
  - 1995 - In Georgië wordt Edoeard Sjevardnadze tot president gekozen. De verkiezing betekent de herinvoering van het presidentschap, nadat deze functie na de coup tegen Zviad Gamsachoerdia in 1992 tijdelijk was opgeheven. Sjevardnadze leidde het land al drie jaar naar rustiger vaarwater en bouwt met zijn verkiezing en de gelijktijdig gehouden parlementsverkiezing zijn machtsbasis uit.
  - 2012 - In Nederland wordt het kabinet-Rutte II beëdigd als opvolger van kabinet-Rutte I, na de Tweede Kamerverkiezingen van 12 september 2012 en de daaropvolgende kabinetsformatie.
  - 2024 - Donald Trump wint de Amerikaanse presidentsverkiezingen. Hij verslaat vice-president Kamala Harris en wordt de eerste oud-president die opnieuw gekozen wordt sinds Grover Cleveland in 1892.[7]
- Religie
  - 1956 - Encycliek Datis nuperrime van Paus Pius XII over de gebeurtenissen in Hongarije.
  - 1994 - In Pretoria wordt de Zuid-Afrikaanse theoloog en kerkleider Johan Heyns vermoord; hij krijgt een kogel in het achterhoofd als hij met twee van zijn kleinkinderen in zijn huis zit te kaarten.
- Sport
  - 1904 - De Engelse atleet Alfred Shrubb vestigt het werelduurrecord atletiek in Glasgow: in één uur tijd loopt hij 18742 m.
  - 1955 - Oprichting van de Boliviaanse voetbalclub Oriente Petrolero.
  - 1972 - De Amerikaanse schaker Bobby Fischer verslaat de Rus Boris Spasski in Reykjavik (IJsland) en wordt wereldkampioen.[1]
  - 1994 - Op 45-jarige leeftijd wint de Amerikaanse bokser George Foreman de wereldtitel in het zwaargewicht door Michael Moorer in Las Vegas te verslaan met een knock-out in de tiende ronde.
  - 2017 - Mathieu van der Poel (22) wint Europese kampioenschappen veldrijden 2017 en voetballer Andrea Pirlo speelt zijn laatste speelminuten van zijn imposante voetballoopbaan en neemt afscheid.
  - 2019 - Ajax verspeelt een 1-4 voorsprong tegen Chelsea FC door twee rode kaarten in één minuut in de Champions League.
  - 2021 - De Nederlander Jetze Plat pakt in Abu Dhabi voor de zesde keer op rij de wereldtitel paratriatlon met een minuut voorsprong op landgenoot Geert Schipper. De Oostenrijker Florian Brungraber komt als derde over de streep.[8]
  - 2021 - Kira Toussaint weet bij de Europese Kampioenschappen kortebaan zwemmen in Kazan (Rusland) op de 50 meter rugslag haar Europese titel te prolongeren. Maaike de Waard haalt brons op hetzelfde onderdeel.[9]
  - 2021 - Marrit Steenbergen pakt brons op de 100 meter vrije slag bij de Europese Kampioenschappen kortebaan zwemmen in Kazan (Rusland) in een persoonlijke recordtijd van 51,92. Het zilver is voor de Poolse Katarzyna Vasick en de Zweedse Sarah Sjöström wordt kampioen.[9]
  - 2023 - Max Verstappen wint op het circuit van Interlagos (officieel: Autódromo José Carlos Pace) in São Paulo zijn 17e grand prix van dit seizoen in de Formule 1 en met nog twee races te gaan pakt hij daarmee ook meteen het record van het hoogste winstpercentage ooit behaald door een coureur in een seizoen van de Formule 1. Het oude record was met 6 uit 8 (75%) sinds 1952 in handen van de Italiaan Alberto Ascari, terwijl Verstappen in elk geval op 77% zal gaan uitkomen.[10]
  - 2023 - Ethiopisch langeafstandsloper Tamirat Tola zegeviert in de marathon van New York bij de mannen met een nieuw parcoursrecord van 2.04.58. De Nederlander Abdi Nageeye finisht als vierde op ruim 5 minuten achterstand. Bij de vrouwen wint Hellen Obiri uit Kenia in een tijd van 2.27.23 haar tweede belangrijke marathon van dit seizoen.[11]
- Wetenschap en technologie

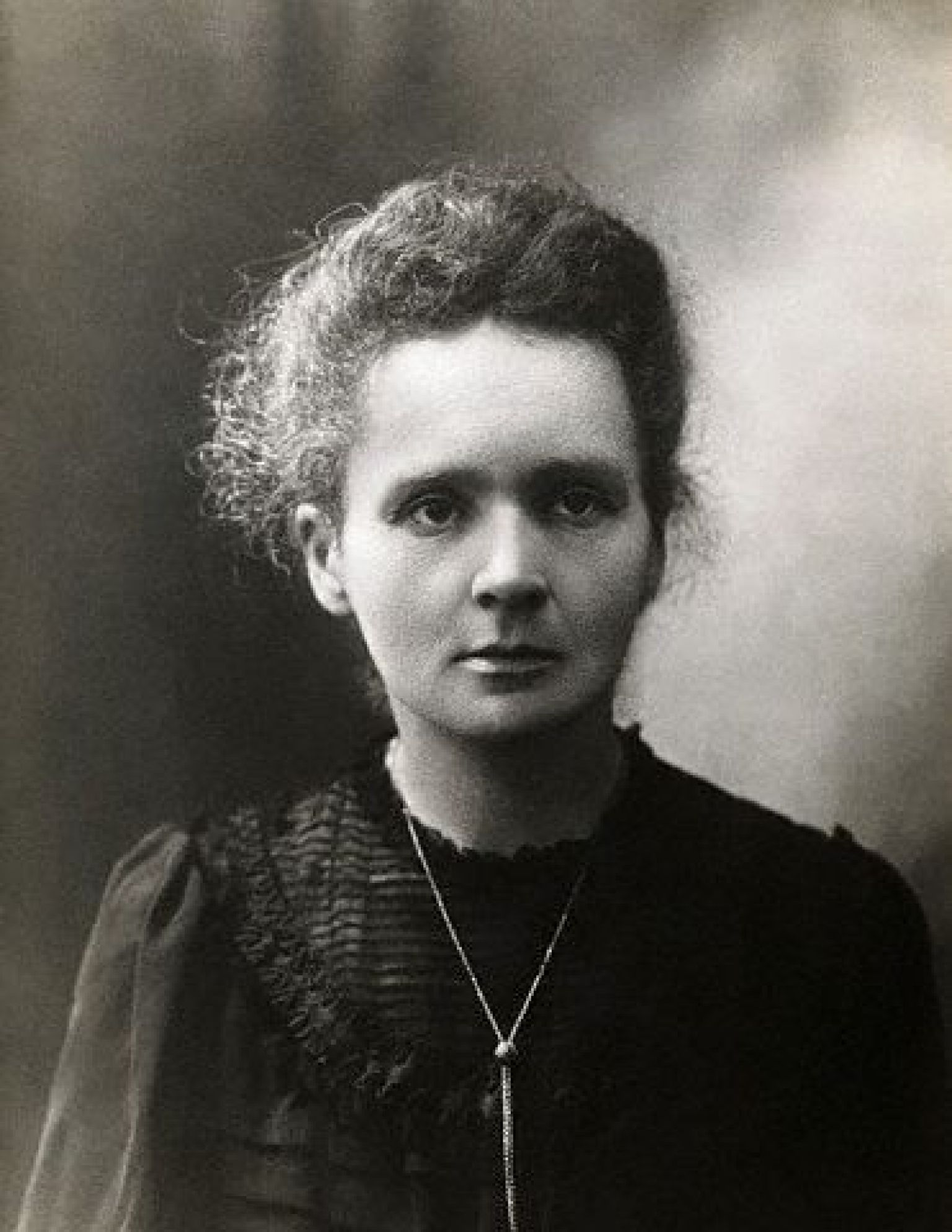
Marie Curie
wordt aangesteld als docente fysica aan de Sorbonne – de eerste vrouw die ooit die positie bekleedde.

- - 1891 - Marie Curie wordt aangesteld als docente fysica aan de Sorbonne – de eerste vrouw die ooit die positie bekleedde.[1]
  - 1920 - Officiële ingebruikname van gemaal De Waterwolf bij Oldehove, provincie Groningen door koningin Wilhelmina.[1]
  - 1987 - Prinses Juliana opent de weg over de Oosterscheldekering (rijksweg 57), een elf kilometer lange verbindingsweg tussen Walcheren en de Randstad. Mede door de aanleg van een speciaal windwaarschuwingssysteem bedroegen de kosten van de weg zo'n 93 miljoen gulden.
  - 1990 - In Genève wordt de wetenschappelijke conferentie over het broeikaseffect, waaraan experts uit 120 landen hebben deelgenomen, afgesloten.
  - 2002 - Het Galileo ruimtevaartuig vliegt langs Amalthea, een maan van de planeet Jupiter.[12]
  - 2013 - De Indiase ruimtevaartorganisatie ISRO lanceert de Polar Satellite Launch Vehicle met de onbemande sonde Mangalyaan naar de planeet Mars.[13]
  - 2022 - Lancering van een Lange Mars 3B/E raket van China Aerospace Science and Technology Corporation (CASC) vanaf de Xichang lanceerbasis LC-2 voor de ChinaSat 19 missie met een communicatiesatelliet van het bedrijf China Satellite Communications Co., Ltd.[14][15]

## Geboren

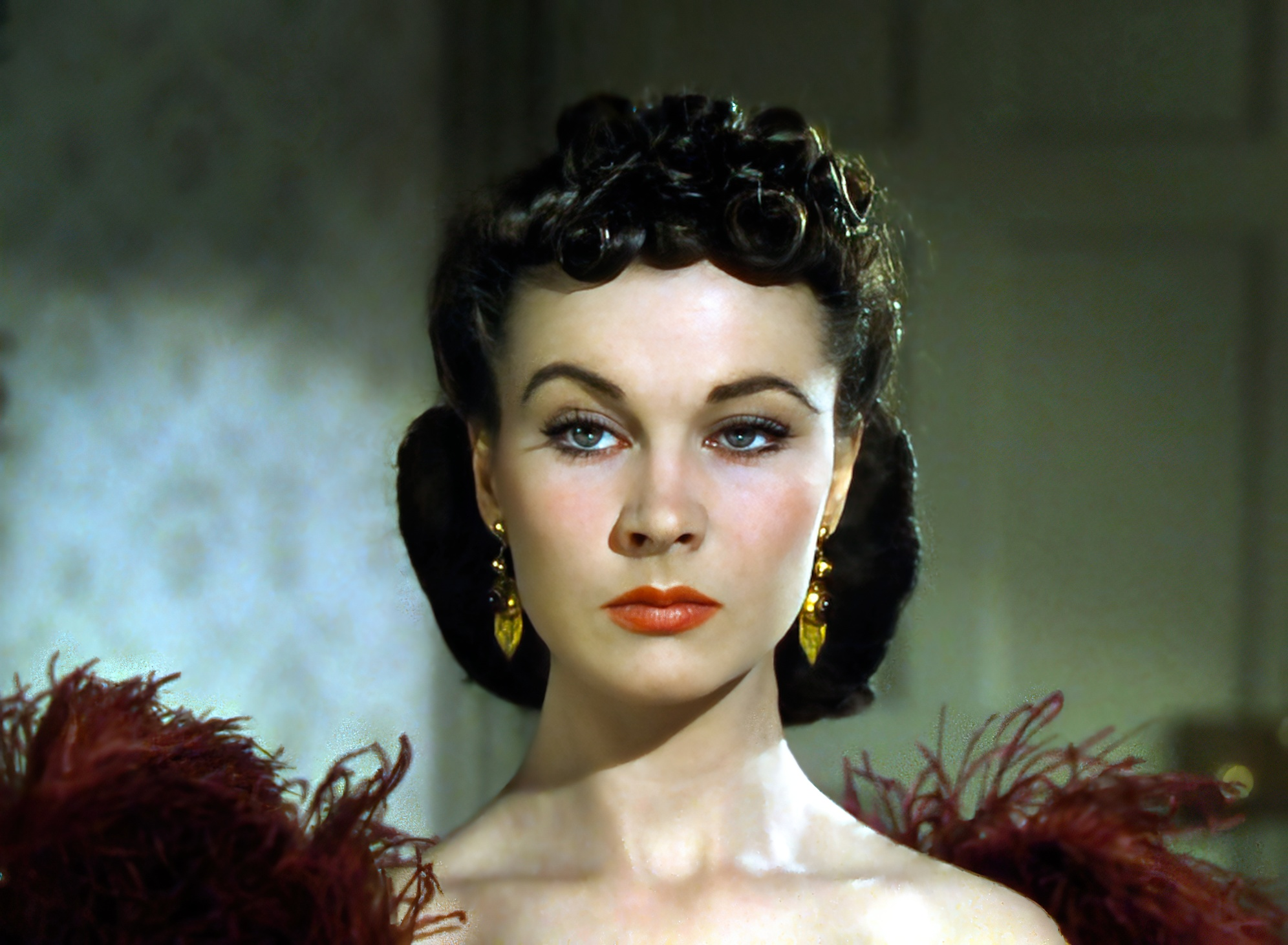
Vivien Leigh
geboren in 1913

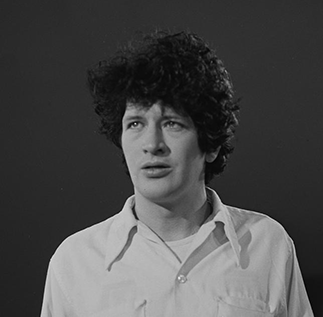
Herman Brood
geboren in 1946

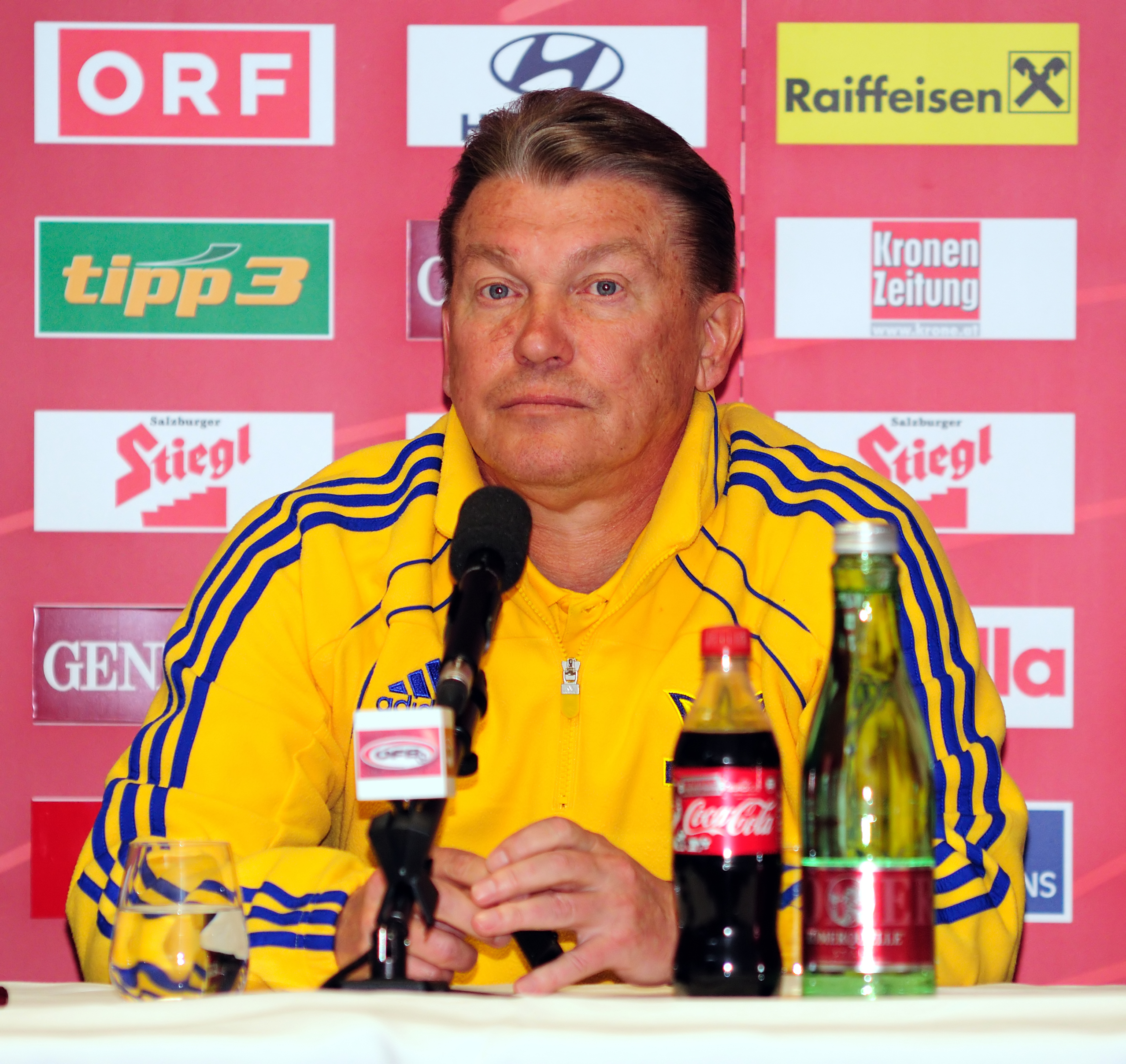
Oleh Blochin
geboren in 1952

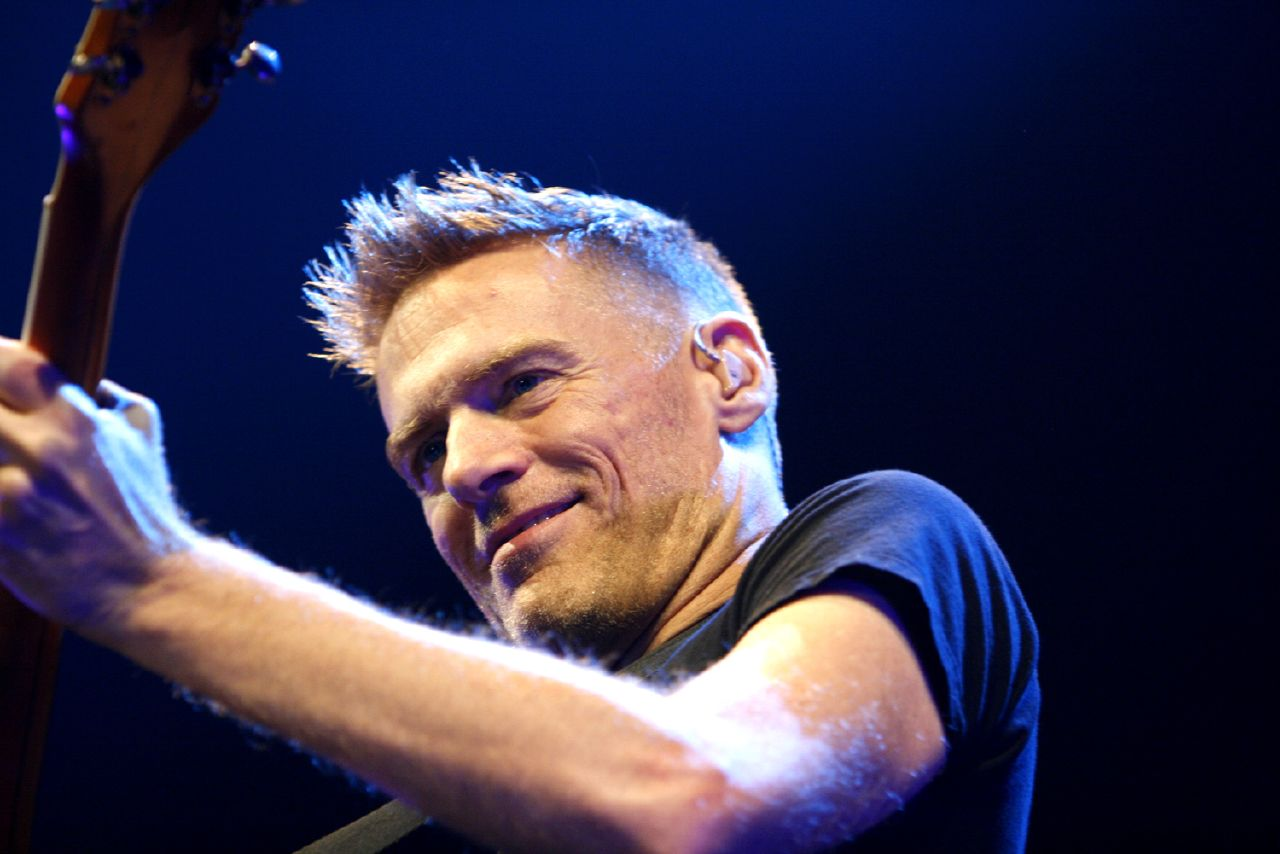
Bryan Adams
geboren in 1959

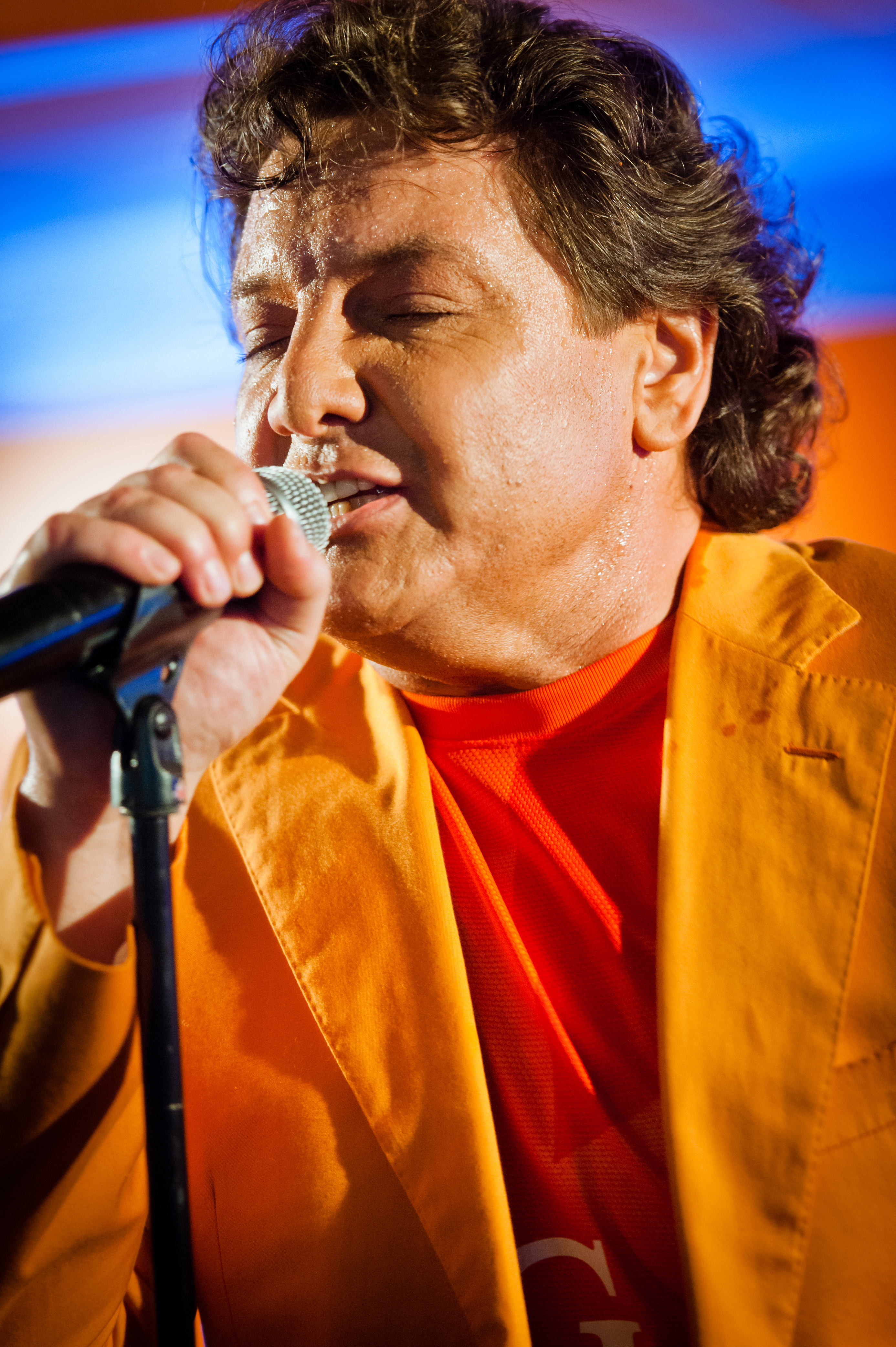
René Froger
geboren in 1960

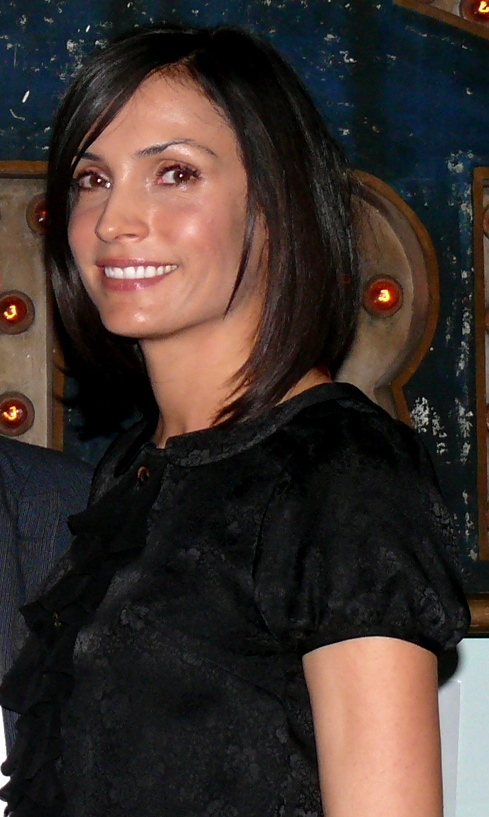
Famke Janssen
geboren in 1964

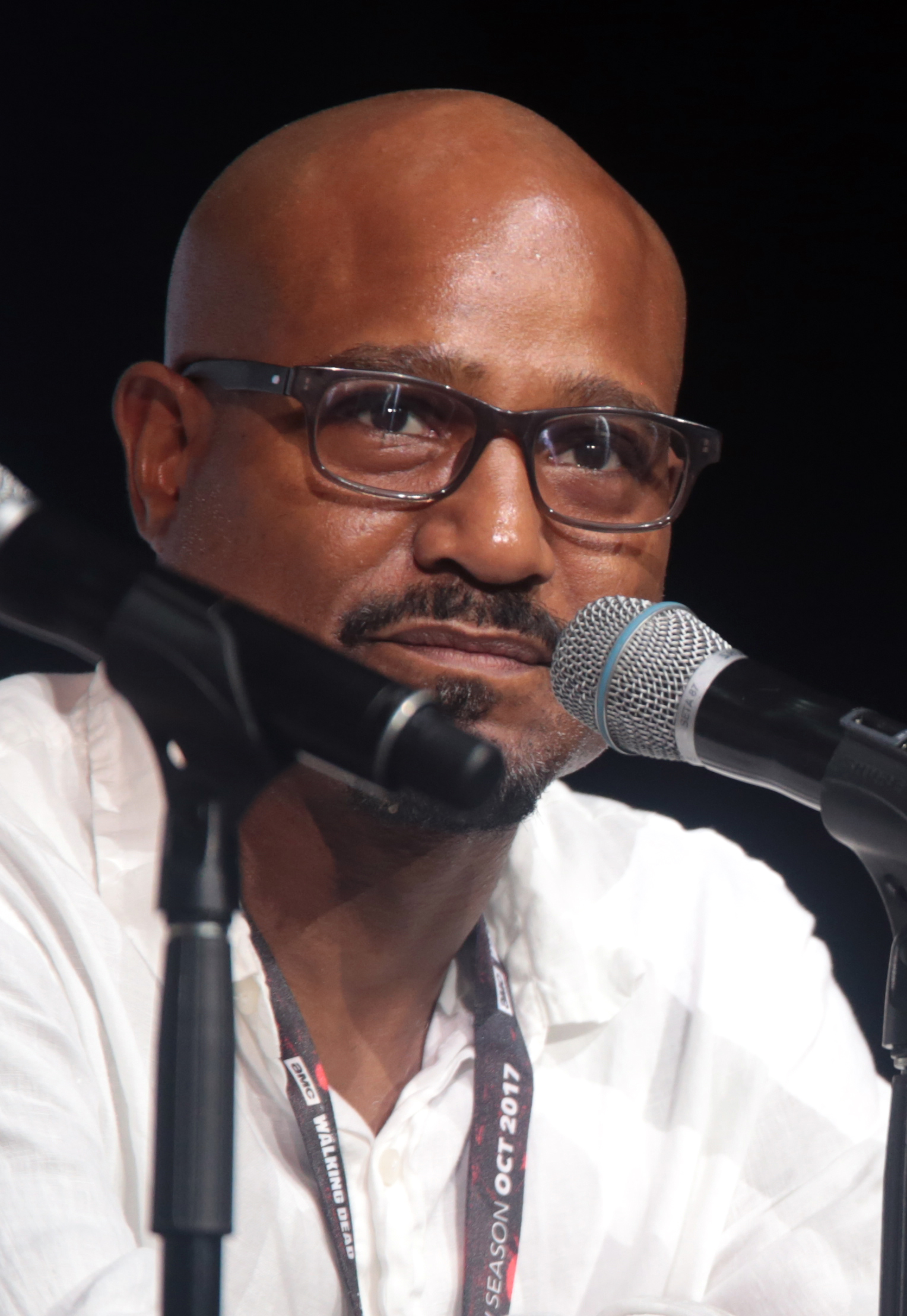
Seth Gilliam
geboren in 1968

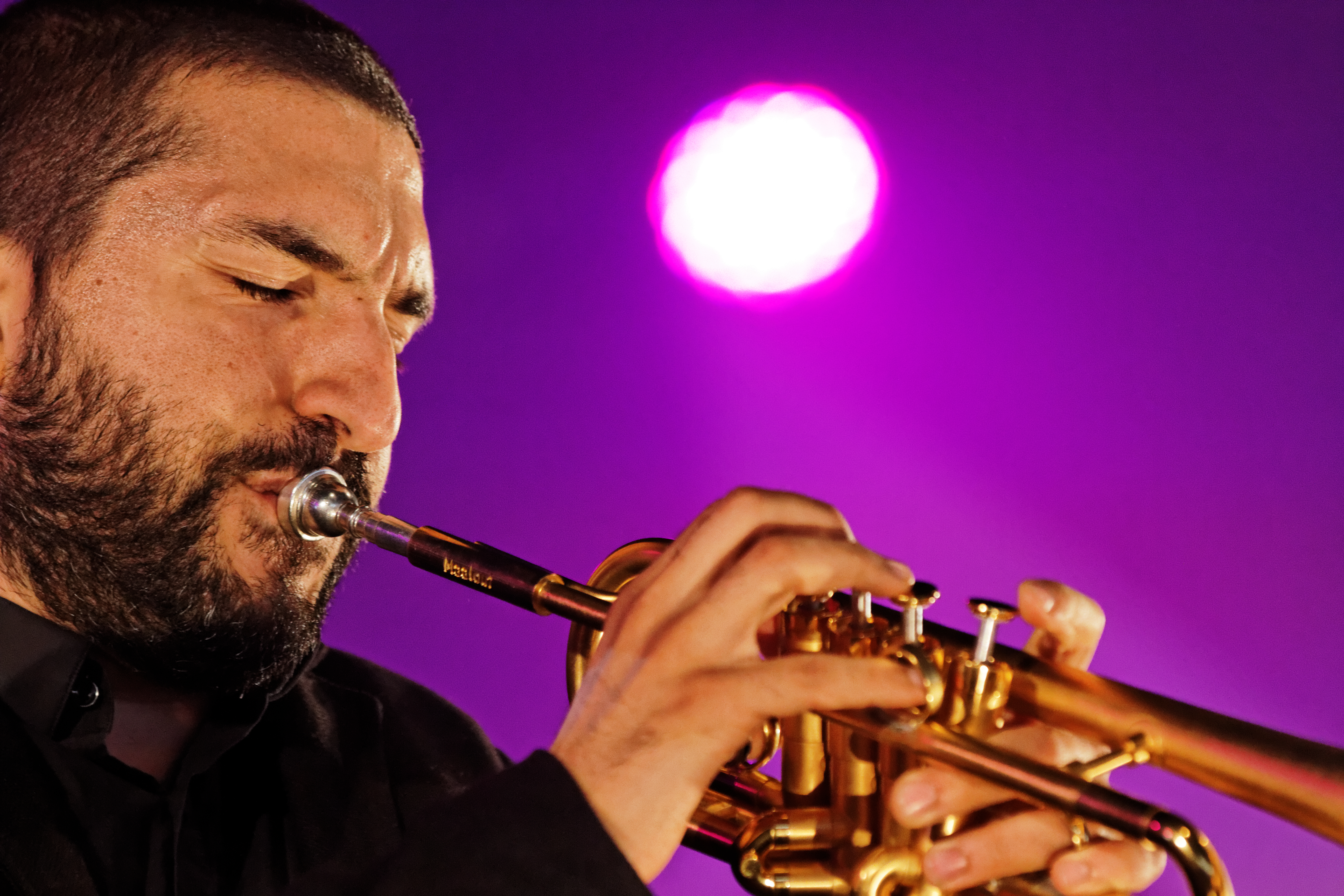
Ibrahim Maalouf
geboren in 1980

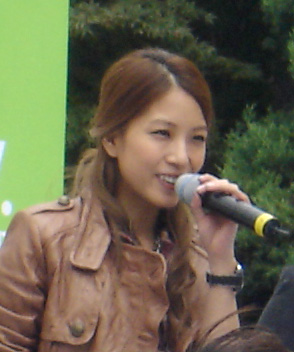
BoA
geboren in 1986

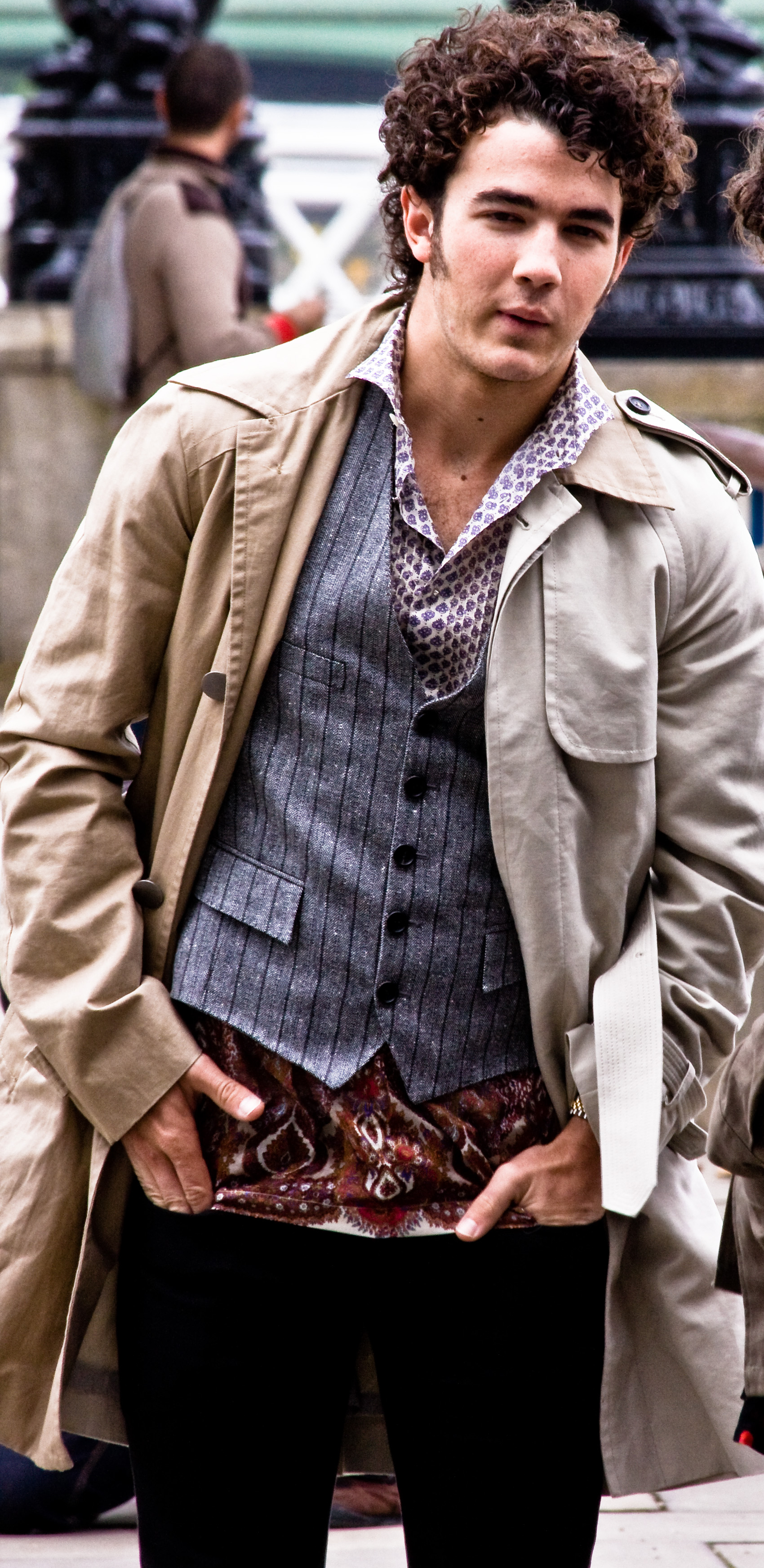
Kevin Jonas
geboren in 1987

- 644 - K'inich K'an Joy Chitam II, heerser van Palenque (overleden 722)
- 1549 - Philippe du Plessis-Mornay, Frans schrijver (overleden 1623)
- 1563 - Anna van Nassau, dochter van Willem van Oranje (overleden 1588)
- 1607 - Anna Maria van Schurman, eerste studente aan een Nederlandse universiteit (overleden 1678)
- 1615 - Ibrahim I, Ottomaans heerser (overleden 1648)
- 1764 - Bernard Fiocco, Belgisch politicus (overleden 1849)
- 1778 - Giovanni Battista Belzoni, Italiaans archeoloog (overleden 1823)
- 1779 - Washington Allston, Amerikaans kunstschilder (overleden 1843)
- 1837 - Arnold Janssen, Duits priester en heilige, stichter van het Gezelschap van het Goddelijk woord en twee zustercongregaties (overleden 1909)
- 1846 - Edward Singleton Holden, Amerikaans astronoom (overleden 1914)
- 1849 - Edward Robert Hughes, Engels kunstschilder (overleden 1914)
- 1854 - Paul Sabatier, Frans chemicus (overleden 1941)
- 1858 - Johan Mutters, Nederlands architect (overleden 1930)
- 1873 - Teddy Flack, Australisch atleet en tennisser (overleden 1935)
- 1879 - Francesco Bracci, Italiaans curiekardinaal (overleden 1967)
- 1883 - Francisco Buencamino, Filipijns componist (overleden 1952)
- 1888 - Stella Simons, Nederlands advocate en feministe (overleden 1989)
- 1892 - John Alcock, Brits piloot en luchtvaartpionier (overleden 1919)
- 1892 - John Burdon Sanderson Haldane, Engels-Indiaas geneticus en evolutiebioloog (overleden 1964)
- 1893 - Raymond Loewy, Amerikaans industrieel ontwerper (overleden 1986)
- 1895 - Gé Bohlander, Nederlands waterpoloër (overleden 1940)
- 1896 - Henri Arend van Hilten, Nederlands politiefunctionaris (overleden 1967)
- 1898 - Francesco Domenico Chiarello, Italiaans oorlogsveteraan uit de Eerste Wereldoorlog (overleden 2008)
- 1903 - Guillermo Saavedra, Chileens voetballer (overleden 1957)
- 1905 - Joel McCrea, Amerikaans acteur (overleden 1990)
- 1906 - Fred Whipple, Amerikaans astronoom (overleden 2004)
- 1913 - Vivien Leigh, Brits actrice (overleden 1967)
- 1914 - Arno Nicolaï, Nederlands architect en stedenbouwkundige (overleden 2001)
- 1916 - Edmund Hlawka, Oostenrijks wiskundige (overleden 2009)
- 1918 - Gisela Arendt, Duits zwemster (overleden 1969)
- 1920 - Robert Drinan, Amerikaans rechtsgeleerde, predikant, politicus en mensenrechtenactivist (overleden 2007)
- 1920 - Theo van Gogh, Nederlands verzetsstrijder (overleden 1945)
- 1920 - Douglass North, Amerikaans econoom (overleden 2015)
- 1921 - Kurt Adolff, Duits autocoureur (overleden 2012)
- 1921 - Georges Cziffra, Hongaars pianist (overleden 1994)
- 1921 - Margot Friedländer, Duits Holocaustoverlevende (overleden 2025)
- 1924 - John Doms, Belgisch atleet (overleden 2013)
- 1926 - John Berger, Brits schilder, schrijver, dichter en essayist (overleden 2017)
- 1928 - Gyalo Döndrub, Tibetaans verzetsstrijder en diplomaat (overleden 2025)
- 1929 - Lennart Johansson, Zweeds voetballer en sportbestuurder (UEFA) (overleden 2019)
- 1929 - Joris Tjebbes, Nederlands zwemmer (overleden 2001)
- 1930 - Wim Bleijenberg, Nederlands voetballer (overleden 2016)
- 1931 - Ike Turner, Amerikaans gitarist, producer en componist (overleden 2007)
- 1932 - Salvatore Bonanno, Amerikaans maffioso, schrijver en televisieproducent (overleden 2008)
- 1932 - Henk Deys, Nederlands auteur en chemicus (overleden 2023)
- 1935 - Nicholas Maw, Brits componist (overleden 2009)
- 1935 - Lester Piggott, Brits jockey (overleden 2022)
- 1936 - Uwe Seeler, Duits voetballer (overleden 2022)
- 1936 - Ivan Stambolić, Servisch politicus (overleden 2000)
- 1937 - Harris Yulin, Amerikaans acteur (overleden 2025)
- 1938 - Tim Ball, Canadees klimatoloog (overleden 2022)
- 1938 - Joe Dassin, Frans-Amerikaans zanger en muzikant (overleden 1980)
- 1938 - César Luis Menotti, Argentijns voetballer en voetbaltrainer (overleden 2024)
- 1939 - Cécile Mourer-Chauviré, Frans paleontologe en geologe
- 1941 - Heinz-Jürgen Bothe, Oost-Duits roeier
- 1941 - Art Garfunkel, Amerikaans zanger
- 1941 - Hans Lammers Nederlands jurist (overleden 2025)
- 1941 - Chaja Polak, Nederlands schrijfster en beeldend kunstenares
- 1942 - Maria Lindes, Nederlands hoorspelactrice en stemregisseuse
- 1943 - Sam Shepard, Amerikaans acteur, scenarist en toneelacteur (overleden 2017)
- 1944 - Jochen Arp, Duits jazzmuzikant (overleden 2023)
- 1944 - Antoon Honings, Nederlands voetballer (overleden 2024)
- 1945 - Nikolai Tanajev, Kirgisisch politicus en premier (overleden 2020)
- 1946 - Herman Brood, Nederlands popmuzikant en kunstschilder (overleden 2001)
- 1946 - Loleatta Holloway, Amerikaans zangeres (overleden 2011)
- 1946 - Gram Parsons, Amerikaans zanger (overleden 1973)
- 1947 - Okkie Huijsdens, Nederlands musicus, producer en componist (overleden 2014)
- 1947 - Peter Noone, Brits zanger en acteur
- 1948 - Rosanne Corneille, Belgisch atlete
- 1948 - Peter Hammill, Brits muzikant
- 1949 - Armin Shimerman, Amerikaans acteur
- 1950 - Thorbjørn Jagland, Noors politicus
- 1950 - Thomas Tol, Nederlands muzikant en componist
- 1952 - Oleh Blochin, Oekraïens voetballer
- 1952 - Bill Walton, Amerikaans basketballer en sportjournalist (overleden 2024)
- 1953 - Marike Koek, Nederlands actrice en politica
- 1954 - Fernand Meese, Belgisch voetbalscheidsrechter
- 1954 - Alejandro Sabella, Argentijns voetballer en voetbalcoach (overleden 2020)
- 1955 - Siem van Leeuwen, Nederlands acteur
- 1955 - Danny Roelandt, Belgisch atleet
- 1955 - Nestor Serrano, Amerikaans acteur
- 1955 - Martin Winter, Oost-Duits roeier (overleden 1988)
- 1955 - Óscar Wirth, Chileens voetballer en voetbalcoach
- 1956 - Denise Jannah, Surinaams-Nederlands jazzzangeres
- 1956 - Bert Wagendorp, Nederlands journalist en publicist
- 1957 - Jon-Erik Hexum, Amerikaans acteur en model (overleden 1984)
- 1957 - Mike Score, Brits zanger
- 1958 - Felix Levin, Duits schaker
- 1958 - Robert Patrick, Amerikaans acteur
- 1959 - Bryan Adams, Canadees zanger
- 1960 - René Froger, Nederlands zanger
- 1960 - Tilda Swinton, Brits actrice
- 1961 - René van Collem, Nederlands drummer
- 1961 - Alan Poindexter, Amerikaans marineofficier en astronaut (overleden 2012)
- 1962 - Jiří Kyncl, Tsjechisch langebaanschaatser
- 1962 - Geir Rönning, Noors singer-songwriter
- 1963 - Hans Gillhaus, Nederlands voetballer
- 1963 - Winston Haatrecht, Nederlands-Surinaams voetballer en spelersmakelaar
- 1963 - Yair Lapid, Israëlisch journalist, schrijver en politicus; premier sinds juni 2022
- 1963 - Tatum O'Neal, Amerikaans actrice
- 1963 - Jean-Pierre Papin, Frans voetballer
- 1963 - José Manuel Pérez, Spaans motorcrosser (overleden 2005)
- 1964 - Abédi Pelé, Ghanees voetballer
- 1964 - Famke Janssen, Nederlands filmactrice
- 1965 - Aytaç Biter, Turks autocoureur
- 1965 - Andrew Crosby, Canadees roeier
- 1965 - Peter Kjær, Deens voetballer
- 1966 - Urmas Kirs, Estisch voetballer en voetbalcoach
- 1966 - Alexander Lambsdorff, Duits politicus
- 1966 - Yasunori Miyabe, Japans schaatser
- 1966 - Mariëlle Paul, Nederlands politica (VVD)
- 1967 - Judy Reyes, Amerikaans actrice, scenarioschrijver, filmregisseur en -producent
- 1968 - Seth Gilliam, Amerikaans acteur
- 1968 - Sam Rockwell, Amerikaans acteur
- 1969 - Hayke Veldman, Nederlands politicus
- 1970 - Hernando Buitrago, Colombiaans voetbalscheidsrechter
- 1970 - Petra Garnier, Nederlands paralympisch sportster
- 1970 - Jorg Smeets, Nederlands voetballer en voetbaltrainer
- 1971 - Jonny Greenwood, Brits gitarist
- 1971 - Luuk Maes, Nederlands voetballer
- 1972 - Sven Mislintat, Duits voetbalbestuurder
- 1973 - Christian Alverdi, Luxemburgs voetballer
- 1974 - Ryan Adams, Amerikaans singer-songwriter
- 1974 - Angela Gossow, Duits journaliste, liedjesschrijfster en deathmetalzangeres
- 1974 - Dado Pršo, Kroatisch voetballer
- 1974 - Gunter Reniers, Belgisch acteur, regisseur en theaterproducent
- 1975 - Giorgi Gachokidze, Georgisch voetballer
- 1975 - Trecia Smith, Jamaicaans atlete
- 1977 - Yonas Kifle, Eritrees atleet
- 1977 - Maarten Tjallingii, Nederlands wielrenner
- 1977 - Richard Wright, Engels voetballer
- 1978 - Nasrdin Dchar, Nederlands acteur
- 1978 - Gian Maria Gabbiani, Italiaans autocoureur
- 1978 - Karlijn Petri, Nederlands hockeyster
- 1978 - Nerena Ruinemans, Nederlands miss
- 1979 - David Suazo, Hondurees voetballer
- 1979 - Patrick Owomoyela, Duits voetballer
- 1980 - Ibrahim Maalouf, Frans-Libanees trompettist
- 1980 - Christoph Metzelder, Duits voetballer
- 1981 - Remko Harms, Nederlands musicalacteur en zanger
- 1982 - Mounia Aboulahcen, Belgisch atlete
- 1982 - Audrey Rochtus, Belgisch atlete
- 1983 - Mike Hanke, Duits voetballer
- 1984 - Sebastian Hohenthal, Zweeds autocoureur
- 1984 - Eliud Kipchoge, Keniaans atleet
- 1984 - Martin Mortensen, Deens wielrenner
- 1985 - Michel Butter, Nederlands atleet
- 1985 - Olga Koetsjerenko, Russisch atlete
- 1985 - Elizabeth Rice, Amerikaans actrice
- 1986 - BoA, Zuid-Koreaans zangeres
- 1986 - Leandro Castán, Braziliaans voetballer
- 1986 - Melissa Dupré, Belgisch atlete
- 1986 - Matthew Goss, Australisch wielrenner
- 1986 - Kasper Schmeichel, Deens voetballer
- 1986 - Nodiko Tatisjvili, Georgisch zanger
- 1987 - Ruud Boffin, Belgisch voetballer
- 1987 - Kevin Jonas, Amerikaans zanger en acteur
- 1987 - Kazuya Kaneda, Japans zwemmer
- 1987 - Chris Knierim, Amerikaans kunstschaatser
- 1988 - Luiza Gega, Albanees atlete
- 1988 - Bailey Jay, Amerikaans pornoactrice
- 1988 - Ron Meulenkamp, Nederlands darter
- 1989 - Patrick Cronie, Nederlands atleet
- 1990 - Lotte Denoo, Belgisch judoka
- 1990 - Jaume Domènech, Spaans voetballer
- 1991 - Ljoebov Iljoesjetsjkina, Russisch kunstschaatsster
- 1991 - Marco Rojas, Nieuw-Zeelands-Chileens voetballer
- 1991 - Shinri Shioura, Japans zwemmer
- 1991 - Derk Stenvers, Nederlands acteur
- 1992 - Magomed Ozdojev, Russisch voetballer
- 1992 - Marco Verratti, Italiaans voetballer
- 1992 - Zeana, Zweeds-Montenegrijns zangeres
- 1996 - Kiah Melverton, Australisch zwemster
- 1996 - Tim-Kevin Ravnjak, Sloveens snowboarder
- 1997 - Chris Mepham, Welsh-Engels voetballer
- 1997 - Greg Taylor, Schots voetballer
- 1997 - Dominique Thorne, Amerikaans actrice
- 1998 - Takehiro Tomiyasu, Japans voetballer
- 1999 - Loena Hendrickx, Belgisch kunstschaatsster
- 1999 - Danny Kroes, Nederlands autocoureur
- 1999 - Anna Mebus - Nederlands volleybalster
- 1999 - Benjamin Pedersen, Deens-Amerikaans autocoureur
- 2003 - Wilfried Gnonto, Italiaans-Ivoriaans voetballer

## Overleden

Jacques Tati
overleden in 1982

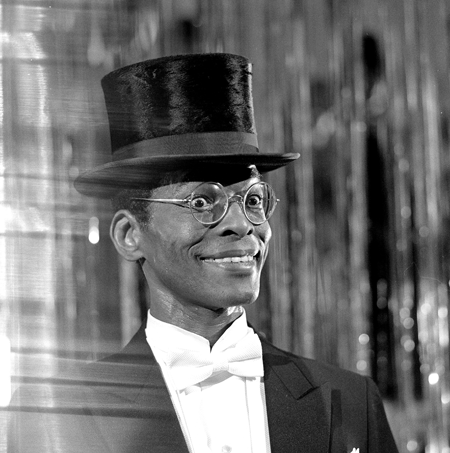
Donald Jones
overleden in 2004

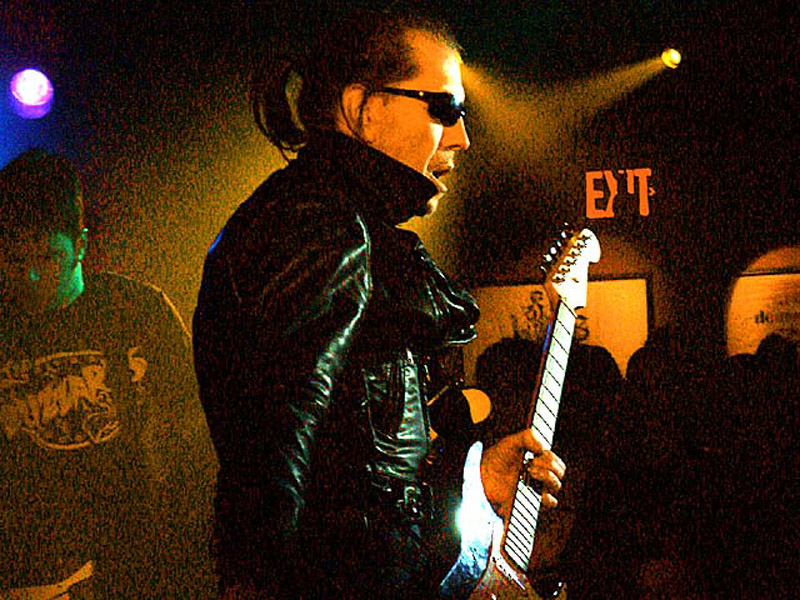
Link Wray
overleden in 2005

- 1515 - Mariotto Albertinelli (41), Italiaans schilder
- 1660 - Alexandre de Rhodes (69), Frans missionaris
- 1675 - Koert Adelaer (52), Nederlands-Noors admiraal
- 1804 - Betje Wolff (66), Nederlands schrijfster
- 1846 - Peter Broun (49), Brits koloniaal ambtenaar
- 1879 - James Clerk Maxwell (48), Schots wis- en natuurkundige
- 1916 - Antoon Stillemans (83), Belgisch bisschop van Gent
- 1930 - Christiaan Eijkman (72), Nederlands dokter en patholoog
- 1941 - Arndt Pekurinen (36), Fins pacifist
- 1942 - George M. Cohan (64), Amerikaans entertainer
- 1944 - Alexis Carrel (71), Frans arts
- 1951 - Reggie Walker (62), Zuid-Afrikaans atleet
- 1952 - Joe James (27), Amerikaans autocoureur
- 1956 - Art Tatum (45), Amerikaans muzikant
- 1960 - Elizabeth de Clercq (78), Nederlands bibliothecaresse
- 1964 - Raymond Henri Pos (54), Surinaams jurist en diplomaat
- 1966 - Dietrich von Choltitz (71), Duits generaal
- 1972 - Reginald Owen (85), Engels acteur
- 1977 - René Goscinny (51), Frans schrijver, humorist en scenarist van stripverhalen
- 1981 - Stanisław Mazur (76), Pools wiskundige
- 1982 - Jacques Tati (75), Frans acteur en regisseur
- 1986 - Adolf Brudes (87), Duits autocoureur
- 1987 - Carel van Schelle (74), Nederlands diplomaat
- 1989 - Vladimir Horowitz (86), Russisch pianist
- 1989 - Barry Sadler (49), Amerikaans zanger
- 1990 - Meir Kahane (58), Amerikaans-Israëlisch orthodox rabbijn
- 1992 - Arpad Elo (89), Hongaars natuurkundige en schaker
- 1992 - Jan Hendrik Oort (92), Nederlands sterrenkundige
- 1994 - Albert Sjesternjov (53), Sovjet-voetballer
- 1995 - Ernest Gellner (69), Brits filosoof, antropoloog en socioloog
- 1997 - Isaiah Berlin (88), Brits liberaal filosoof
- 2004 - Donald Jones (72), Amerikaans-Nederlands artiest
- 2005 - John Fowles (79), Brits schrijver
- 2005 - Link Wray (76), Amerikaans gitarist
- 2006 - Bülent Ecevit (81), Turks politicus
- 2006 - Óscar González (82), Uruguayaans autocoureur
- 2006 - Pietro Rava (90), Italiaans voetballer
- 2006 - Bobby Shearer (74), Schots voetballer
- 2007 - François van Kruisdijk (55), Nederlands zwemmer
- 2007 - Nils Liedholm (85), Zweeds voetballer
- 2008 - Piet Paternotte (66), Nederlands voetballer
- 2010 - Jill Clayburgh (66), Amerikaans actrice
- 2010 - Hajo (Hans Joachim) Herrmann (97), Duits militair en advocaat
- 2010 - Shirley Verrett (79), Amerikaans operazangeres
- 2012 - Olympe Bradna (92), Frans-Amerikaans danseres en zangeres
- 2012 - Elliott Carter (103), Amerikaans componist
- 2013 - Luis Pasquet (96), Uruguayaans-Fins componist en dirigent
- 2013 - Stuart Williams (83), Welsh voetballer
- 2014 - Marianne van den Boomen (58), Nederlands internetpionier
- 2015 - Nora Brockstedt (92), Noors zangeres
- 2015 - Czesław Kiszczak (90), Pools militair en politicus
- 2016 - Rodolfo Stavenhagen (84), Mexicaans socioloog en hoogleraar
- 2017 - Nancy Friday (84), Amerikaans schrijfster
- 2017 - Kees Nieuwenhuijzen (84), Nederlands grafisch ontwerper
- 2017 - Wim van Rooij (85), Nederlands acteur
- 2019 - Georges Gutelman (81), Belgisch zakenman
- 2019 - Jan Erik Kongshaug (75), Noors jazzmuzikant
- 2020 - Len Barry (78), Amerikaans zanger, songwriter, muziekproducer en auteur
- 2020 - Hannes Postma (87), Nederlands kunstenaar
- 2020 - Joseph Reynaerts (65), Belgisch zanger
- 2021 - Walter Brune (95), Duits architect
- 2022 - Aaron Carter (34), Amerikaans zanger
- 2022 - Petr Kolman (85), Slowaaks componist, muziekpedagoog en muziekredacteur
- 2022 - Carmelo Mifsud Bonnici (89), premier van Malta
- 2022 - Hein van Nievelt (80), Nederlands presentator
- 2023 - Evan Ellingson (35), Amerikaans acteur
- 2023 - Susi Eppenberger (92), Zwitsers politica
- 2023 - Donald Hunsberger (91), Amerikaans componist, muziekpedagoog en dirigent
- 2023 - Pat E. Johnson (84), Amerikaans vechtsportbeoefenaar, -choreograaf en acteur
- 2023 - Cēzars Ozers (86), Sovjet-Lets basketballer
- 2024 - Sytze van der Zee (85), Nederlands journalist en schrijver

## Viering/herdenking
- Guy Fawkesdag in Groot-Brittannië, Nieuw-Zeeland en de Canadese provincie Newfoundland en Labrador. Herdenking van de verijdeling van het buskruitverraad.
- Op deze dag gedenken de jezuïeten hun heilige medebroeders.
- Rooms-Katholieke kalender:
  - Heilige Odrada (van Balen) († 1150) - Gedachtenis (in bisdom Antwerpen)
  - Heilige Elisabeth en Zacharias († 1e eeuw)
  - Heilige Bertilda (van Chelles) († c. 705)
  - Heilige Dominator van Brescia († c. 495)
  - Zalige Bernhard Lichtenberg († 1943)
  - Zalige Rainero van Todi († c. 1586)
  - Alle Jezuïetenheiligen

## Weerextremen

### Nederland
| | Officiële records | Officiële records | Officiële records |      | Landelijke records | Landelijke records | Landelijke records                               |
| Gebeurtenis | Jaar              | Extreem           | Locatie           | Jaar | Extreem            | Locatie            |                                                  |
| --- | ----------------- | ----------------- | ----------------- | ---- | ------------------ | ------------------ | ------------------------------------------------ |
| Laagste etmaalgemiddelde temperatuur (°C) | 1980              | −0,8              | De Bilt           |      | 1995               | −2,8               | Twenthe                                          |
| Hoogste etmaalgemiddelde temperatuur (°C) | 2010              | 13,7              | De Bilt           |      | 1994               | 14,7               | Rotterdam Geulhaven                              |
| Laagste minimumtemperatuur (°C) | 1920              | −6,5              | De Bilt           |      | 1995               | −9,2               | Twenthe                                          |
| Hoogste minimumtemperatuur (°C) | 1938              | 12,3              | De Bilt           |      | 2010               | 13,9               | Wilhelminadorp                                   |
| Laagste maximumtemperatuur (°C) | 1980              | 1,4               | De Bilt           |      | 1919               | −0,6               | Eelde                                            |
| Hoogste maximumtemperatuur (°C) | 1994              | 17,5              | De Bilt           |      | 1963               | 19,6               | Maastricht                                       |
| Hoogste uurgemiddelde windsnelheid (m/s) | 1911              | 17,5              | De Bilt           |      | 1911               | 20,6               | Vlissingen                                       |
| Hoogste windstoot (m/s) | 1957              | 23,7              | De Bilt           |      | 1998               | 27,0               | IJmuiden                                         |
| Langste zonneschijnduur (uur) | 1993, 1995        | 8,5               | De Bilt           |      | 1995 2003          | 8,7                | Vlissingen, Westdorpe, Wilhelminadorp Maastricht |
| Langste neerslagduur (uur) | 2010              | 12,5              | De Bilt           |      | 2010               | 19,3               | Hupsel                                           |
| Hoogste etmaalsom van de neerslag (mm) | 2010              | 20,5              | De Bilt           |      | 2009               | 31,8               | Hoek van Holland                                 |
| Laagste etmaalgemiddelde relatieve vochtigheid (%) | 1916, 1980        | 66                | De Bilt           |      | 1949               | 57                 | Maastricht                                       |
| Laagste uurwaarde luchtdruk op zeeniveau (hPa) | 2023              | 969,5             | De Bilt           |      | 2023               | 968,2              | Vlissingen                                       |
| Hoogste uurwaarde luchtdruk op zeeniveau (hPa) | 1987              | 1039,8            | De Bilt           |      | 2020               | 1040,3             | Eindhoven                                        |
| Officiële records worden altijd gemeten op het KNMI-weerstation in De Bilt. Landelijke records kunnen worden gemeten op elk officieel KNMI-weerstation in Nederland. |                   |                   |                   |      |                    |                    |                                                  |

Uitzonderlijke gebeurtenissen
- 1914 - Laatste landelijke zachte dag van het jaar gemeten in Maastricht (maximumtemperatuur ≥ 15 °C op een officieel weerstation)
- 1916 - Laatste landelijke zachte dag van het jaar gemeten in Maastricht en Vlissingen (maximumtemperatuur ≥ 15 °C op een officieel weerstation)
- 1957 - Laatste landelijke zachte dag van het jaar gemeten in Eindhoven, Maastricht en Twenthe (maximumtemperatuur ≥ 15 °C op een officieel weerstation)
- 1971 - Laatste landelijke zachte dag van het jaar gemeten in Deelen, Maastricht en Volkel (maximumtemperatuur ≥ 15 °C op een officieel weerstation)
- 1973 - Laatste landelijke zachte dag van het jaar gemeten in Eindhoven, Maastricht en Volkel (maximumtemperatuur ≥ 15 °C op een officieel weerstation)
- 1994 - Laatste officiële zachte dag van het jaar (maximumtemperatuur ≥ 15 °C in De Bilt)
- 1997 - Laatste officiële zachte dag van het jaar (maximumtemperatuur ≥ 15 °C in De Bilt)
- 2010 - Laatste officiële zachte dag van het jaar (maximumtemperatuur ≥ 15 °C in De Bilt)
- 2010 - Laatste landelijke zachte dag van het jaar gemeten in Arcen, Cabauw, De Bilt, Deelen, Ell, Gilze-Rijen, Heino, Hupsel, Lelystad, Rotterdam, Schiphol, Twenthe, Westdorpe en Wilhelminadorp (maximumtemperatuur ≥ 15 °C op een officieel weerstation)
- 2011 - Laatste officiële zachte dag van het jaar (maximumtemperatuur ≥ 15 °C in De Bilt)
- 2023 - Officieel laagste uurwaarde luchtdruk op zeeniveau in hPa van het jaar gemeten in De Bilt: 969,5 (voorlopig)
- 2023 - Officieel laagste uurwaarde luchtdruk op zeeniveau in hPa van november dit jaar gemeten in De Bilt: 969,5 (voorlopig)

### België
Dagrecords
- 1941 - Laagste etmaalgemiddelde temperatuur 0,3 °C
- 1994 - Hoogste etmaalgemiddelde temperatuur 15,4 °C
- 1920 - Laagste minimumtemperatuur −4,1 °C
- 1899 en 1963 - Hoogste maximumtemperatuur 18,5 °C
- 1934 - Hoogste etmaalsom van de neerslag 21,3 mm

Uitzonderlijke gebeurtenissen
- 1955 - Maximumtemperatuur 18,2 °C in Koksijde.
- 1989 - Tornado veroorzaakt schade tussen Grobbendonk en Vorselaar, ten oosten van Antwerpen.
- 1994 - In 's Gravenvoeren (Voeren) loopt de maximumtemperatuur op tot 23,1 °C.

<< · 1 · 2 · 3 · 4 · 5 · 6 · 7 · 8 · 9 · 10 · 11 · 12 · 13 · 14 · 15 · 16 · 17 · 18 · 19 · 20 · 21 · 22 · 23 · 24 · 25 · 26 · 27 · 28 · 29 · 30 · >>